# 25
Het jaar 25 is het 25e jaar in de 1e eeuw volgens de christelijke jaartelling.

## Gebeurtenissen

### China
- Han Guangwudi (r. 25 - 57) een afstammeling van Liu Bang, roept zich uit tot keizer en herstelt de Han-dynastie. Hij verplaatst de hoofdstad naar Luoyang en hervormt het bestuursstelsel.
- De Han-edelen krijgen hun privileges en adellijke titels terug. De economie en landbouw kennen een heropbloei door handel met overzeese gebieden, vanuit de haven Kanton.

### India
- In Gandhara, een oud koninkrijk in Noord-Pakistan, wordt Boeddha voor de eerste keer als menselijke figuur gebeeldhouwd en weergegeven.

### Geneeskunde
- Aulus Cornelius Celsus stelt een algemene encyclopedie samen met o.a. "De Medicina", een overzicht van de Romeinse medische kennis.

## Geboren
- Tiberius Catius Asconius Silius Italicus, Romeins consul en episch dichter (overleden 100)
- Valeria Messalina, keizerin en echtgenote van Claudius (overleden 48)

## Overleden
- Aulus Cremutius Cordus, Romeins historicus en schrijver
- Lucius Domitius Ahenobarbus, Romeins consul